# ENIAC

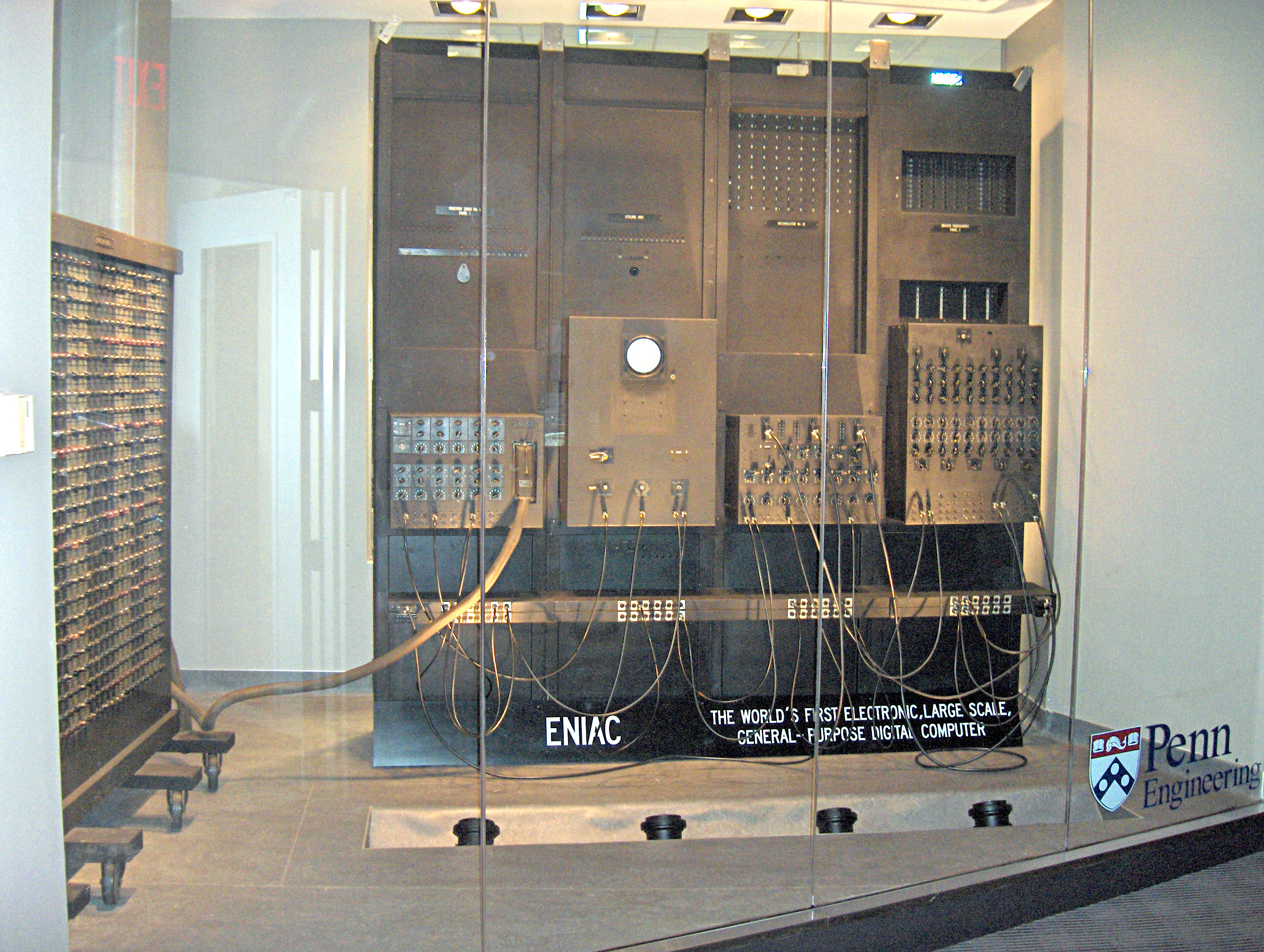
O ENIAC, numa foto tirada em 2006.

Electronic Numerical Integrator and Computer (abreviado ENIAC; em português: computador integrador numérico eletrônico) foi o primeiro dispositivo computacional eletroeletrônico e digital de grande escala, que entrou em funcionamento em fevereiro de 1946 pelos cientistas norte-americanos John Eckert e John Mauchly (da Electronic Control Company). Comenta-se que o primeiro eletroeletrônico foi o Mark I, mas este era apenas um dispositivo eletromecânico. 
O ENIAC começou a ser desenvolvido em 1943 durante a II Guerra Mundial para computar trajetórias táticas que exigiam conhecimento substancial em matemática com mais agilidade, mas só se tornou operacional após o final da guerra. 
- Sua capacidade de processamento era suficiente apenas para realizar 5 000 adições, 357 multiplicações ou 38 divisões por segundo - o que era considerado muito rápido na época;
- Criado na segunda guerra, tinha como principal finalidade cálculos balísticos;
- Possuía  cerca de 18 000 válvulas termiônicas, de 160 kW de potência.

O "sistema operacional" da máquina era através de cartões perfurados manualmente por funcionários do exército.
A calculadora efetua os cálculos a partir das teclas pressionadas, fazendo interação direta com o hardware, como no ENIAC, no qual era preciso conectar fios, relês e sequências de chaves para que se determinasse a tarefa a ser executada. A cada tarefa diferente o processo deveria ser refeito. A resposta era dada por uma sequência de lâmpadas.
Embora tenha sido um marco importante na sua época, o ENIAC possuía uma capacidade operacional inferior à de qualquer calculadora de mão vendida atualmente.

## Produção
Durante a Segunda Guerra Mundial, o exército americano necessitava urgentemente de tabelas de artilharia para configurar as suas armas. Sem o ENIAC, as tabelas de artilharia eram feitas por vários matemáticos, ou, como eram conhecidos naquela época, computadores. O grande problema era que durante a Segunda Guerra Mundial, os Estados Unidos estavam a produzir muitas armas, e as tabelas de artilharia feitas pelos computadores humanos demoravam muito para ficarem prontas, como o exército americano necessitava urgentemente destas tabelas, surgiu então, a necessidade de se ter uma máquina que fizesse o trabalho dos computadores humanos em menos tempo, ou seja, o ENIAC.
Criado pelos engenheiros John Eckert e John Mauchly na Universidade da Pensilvânia durante os anos de 1937-1943, o ENIAC tinha como objetivo principal computar dados balísticos de artilharia em altas velocidades para ajudar as tropas aliadas na Segunda Guerra Mundial. No entanto, o ENIAC só foi concluído após o fim da guerra, sendo então utilizado nos primeiros anos da Guerra Fria, tendo contribuído para o projeto da bomba de hidrogênio.
O ENIAC pesava cerca de 30 toneladas e ocupava cerca de 180m², ele era tão grande que tinha de ser disposto em U com três painéis sobre rodas, para que os operadores pudessem se mover em torno dele. Foram gastos cerca de US$ 500 000,00 (quinhentos mil) em sua construção.
Quando em operação, outrora complexos cálculos de balística passaram a realizar–se em alucinantes 30 segundos, quando com as calculadoras manuais que até aí se usavam levava 12 horas para se obter o mesmo resultado. Apesar dos resultados se darem mais rapidamente, ele não conseguia operar por muito tempo sem que tivesse algum problema em suas válvulas e quando isso acontecia, tinham que tentar descobrir qual das muitas válvulas apresentou problema.
O centro de processamento tinha uma estrutura muito similar à dos processadores mais básicos que atualmente utilizamos em nossas calculadoras de bolso. Tinha 20 registros de dez dígitos cada, onde se podiam efetuar somas, subtrações, multiplicações, divisões e raízes quadradas, além de levar cerca de 2 segundos para realizar 15 operações com esses números.

## Programadoras do ENIAC
O ENIAC era programado através de milhares de interruptores, podendo cada um deles assumir o valor 1 ou 0 consoante o interruptor estava ligado ou desligado.
Para o programar era necessário uma grande quantidade de pessoas que percorriam as longas filas de interruptores dando ao ENIAC as instruções necessárias para computar, ou seja, calcular.
Existia uma equipe de 200 mulheres na Universidade da Pensilvânia cuja função era calcular manualmente as equações diferenciais necessárias para os cálculos de balística. O exército chamava a função destas pessoas: computadores. Curiosamente, o termo deixou de estar associado as pessoas que operavam a máquina para dar nome a máquina propriamente dita, uma vez que de facto a máquina passou a realizar as contas que antes eram realizadas por essas pessoas.
Quando o ENIAC ficou pronto, seis mulheres foram escolhidas para testar e programar a nova máquina para executar os cálculos da melhor maneira. Essas mulheres tinham que, por meio de diagramas lógicos de alguns dos painéis do computador, descobrir a forma mais assertiva de fazer a programação do equipamento.
Como nesse tempo não haviam "manuais" de como programar, linguagens de programação ou ferramentas para esse fim, a lógica devia ser elaborada toda manualmente para depois ser colocada em execução. Isso era feito ao conectar ou desconectar os cabos da máquina e alternar suas chaves, após eram feitas anotações para documentar o processo.
Com o passar do tempo e realizando alguns testes, as programadoras puderam perceber que dividindo as equações em partes menores o resultado seria obtido mais rapidamente.
Apesar do trabalho das mulheres ter sido de fundamental importância na invenção do computador, a equipe do exército recebeu a maior parte dos créditos pelo feito. 

## ENIAC e a bomba H
Em agosto de 1945, mesmo antes dos bombardeios de Hiroshima e Nagasaki, os cientistas do laboratório científico de Los Alamos começaram a trabalhar no projeto da bomba H, projeto este, no qual por sugestão de John Von Neumann, o ENIAC foi utilizado em seu primeiro trabalho para avaliar a viabilidade de tal arma.
Os cálculos feitos pelo ENIAC para a demonstração da explosão de uma bomba H foram enormes e necessitaram de milhares de passos, já que o ENIAC não armazenava programas e nem podia lembrar mais de vinte números de dez dígitos, logo, o programa deveria ser resolvido em várias etapas, além de usar um milhão de cartões perfurados para os dados, ou seja, foi um processo excessivamente pesado.
O programa desenvolvido com a ajuda dos programadores do ENIAC foi executado em novembro de 1945 e as respostas dadas por ele revelaram muitas falhas no projeto proposto para a bomba H.

## Fim do ENIAC
O ENIAC torna-se obsoleto e economicamente inviável de manter após 10 anos de operação, tendo sido desativado no dia 2 de outubro de 1955 e posteriormente desmontado. Hoje encontram-se peças do ENIAC por muitos museus do mundo, incluindo o Smithsonian em Washington D.C e no local preciso onde foi construído, na Moore School for Electrical Engineering da Universidade da Pensilvânia.

## Desenvolvimento posterior
O ENIAC serviu de inspiração para muitos outros computadores que se seguiram, como o EDVAC (Electronic Discrete Variable Computer); o ORDVAC (Ordnance Variable Automatic Computer); SEAC (Standards Automatic Computer) e o UNIVAC, este último também construído por Eckert e Mauchly para o processamento dos dados dos censos da população americana.
Em 1955, um computador pesava 3 toneladas e consumia 50 kW de potência, tendo um custo de US$ 200 000,00. Uma máquina destas podia realizar 50 multiplicações por segundo. Assim, os primeiros computadores eram também eles máquinas que só estavam ao alcance de grandes empresas ou instituições que tinham necessidades de cálculo muito exigentes e que possuíam as condições económicas para tão grande investimento.
Com o rápido desenvolvimento dos transístores entre 1952 e 1960, os tubos de vácuo tornaram-se obsoletos e foi este avanço tecnológico que permitiu a criação de máquinas muito mais rápidas, menores e mais baratas.
Com o tempo, os transístores passaram a ser a base da electrónica, seguindo-se a VLSI (Very Large Scale Integration), ou seja, a construção de circuitos cada vez menores por forma a que pudessem ser mais leves e despender menos energia, por terem menos superfície para a dissipação de energia por calor. Esta miniaturização permitiu que se tivesse a mesma capacidade de cálculo de um ENIAC na palma de uma mão. A diminuição do tamanho fez também diminuir a quantidade de energia necessária e o custo caiu com a produção em série dos novos processadores.
Em 1977 uma calculadora manual pesava menos de meio quilo, consumia meio watt e podia realizar 250 multiplicações por segundo, custando $ 300. Hoje uma calculadora pesa poucos gramas podendo ser incorporada em réguas ou agendas, funciona até a energia solar e custa de R$ 5,00 a R$ 10,00 (isso calculadoras simples com operações básicas e geralmente raiz quadrada e outras poucas funções).